# Enrico Mainardi
Enrico Mainardi, född den 19 maj 1897 i Milano, död den 10 april 1976 i München, var en italiensk cellist och tonsättare verksam bland annat i Rom och vid Mozarteum i Salzburg.

## Biografi
Redan vid tretton års ålder, 1910, hade Mainardi börjat sin karriär som cellovirtuos och turnerade till konserthus i Europa. Han undervisade senare vid Hochschule für Musik i Berlin och Accademia Nazionale di Santa Cecilia i Rom, och höll även sommarkurser i Salzburg och Luzern. Bland elever som senare blev framstående kan nämnas Siegfried Palm, Miklós Perényi, Michael Steinkühler, Heidi Litschauer, Erkki Rautio och Joan Dickson.
Tillsammans med pianisten Edwin Fischer och violinisten Georg Kulenkampff (vars plats senare togs av Wolfgang Schneiderhan), bildade Mainardi en berömd pianotrio. År 1967, grundade han också en trio med pianisten Guido Agosti och flöjtisten Severino Gazzelloni. Han gjorde världsvida turnéer och räknades bland samtidens stora cellister.
Som tonsättare skrev Mainardi orkesterverk, en cellokonsert för violoncell och kammarmusik. Han skrev också solosonater och Sonata breve (utgiven av Schott) 1942.
År 1965 invaldes Mainardi i den svenska Musikaliska Akademien.

## Fotnoter
1. ↑  SNAC, SNAC Ark-ID: w6zh160j, läs online, läst: 9 oktober 2017.[källa från Wikidata]
2. ↑  Discogs, Discogs artist-ID: 944561, läst: 9 oktober 2017.[källa från Wikidata]
3. ↑  Brockhaus Enzyklopädie, Brockhaus Enzyklopädie-ID: mainardi-enrico, läst: 9 oktober 2017.[källa från Wikidata]
4. 1 2 3 4 5  arkiv Storico Ricordi, Archivio Storico Ricordi person-ID: 397, läst: 3 december 2020.[källa från Wikidata]
5. ↑  Gemeinsame Normdatei, läst: 6 maj 2014.[källa från Wikidata]
6. ↑  Bibliothèque nationale de France, BnF Catalogue général : öppen dataplattform, id-nummer i Frankrikes nationalbiblioteks katalog: 13923684s, läst: 10 oktober 2015.[källa från Wikidata]
7. ↑  Library of Congress Authorities, USA:s kongressbibliotek, id-nummer i USA:s kongressbiblioteks katalog: n83175874, läst: 17 mars 2020.[källa från Wikidata]
8. ↑  Musicalics, Musicalics kompositörs-ID: 83713, läst: 5 april 2022.[källa från Wikidata]